# Marums naturreservat
Marums naturreservat är ett naturreservat i Norrtälje kommun i Stockholms län.
Området är naturskyddat sedan 1974 och är 13 hektar stort. Reservatet omfattar tre delar, en på sydvästra delen av Björkö, en liten ö utanför och en på västra delen av Marboö. Reservatet består av granskog med inslag av lövträd och tall.